# Санта Агата (Козенца)
Санта Агата је насеље у Италији у округу Козенца, региону Калабрија.
Према процени из 2011. у насељу је живело 77 становника. Насеље се налази на надморској висини од 341 м.